# La Raya San Pedro
La Raya San Pedro är en ort i Mexiko.   Den ligger i kommunen Eloxochitlán de Flores Magón och delstaten Oaxaca, i den sydöstra delen av landet, 270 km sydost om huvudstaden Mexico City. La Raya San Pedro ligger 1 534 meter över havet och antalet invånare är 130.
Terrängen runt La Raya San Pedro är bergig norrut, men söderut är den kuperad. Runt La Raya San Pedro är det tätbefolkat, med 369 invånare per kvadratkilometer. Närmaste större samhälle är Huautla de Jiménez, 8,5 km sydost om La Raya San Pedro. I omgivningarna runt La Raya San Pedro växer i huvudsak städsegrön lövskog.